# Adam Juretzko
Adam Juretzko (ur. 30 września 1971 w Tychach) – niemiecki zapaśnik startujący w stylu klasycznym. Olimpijczyk z Sydney 2000, gdzie zajął trzynaste miejsce w kategorii 69 kg.
Piąty na mistrzostwach świata w 1997. Brązowy medalista mistrzostw Europy w 1998 i 2005, a także igrzysk wojskowych w 1995. Drugi na wojskowych MŚ w 2001 i trzeci w 2003. Trzeci w Pucharze Świata w 1995 roku.
Czterokrotny mistrz Niemiec w latach: 1997, 1998, 2000 i 2001; drugi w 1995, 1996, 1999 i 2002, a trzeci w 1993 i 1994.